# Gushikawa
Gushikawa (具志川市, Gushikawa-shi, okinawaïen : Gushichan) est le nom d'une ancienne ville de la préfecture d'Okinawa au Japon.

## Histoire
La ville a été fondée au XVIIe siècle sous le nom Gushichā magiri (具志川間切). Le château d'Agena (en) y a été construit.
Après l'annexion du royaume de Ryūkyū par le Japon et l'abolition du système des magiri, l'endroit a été renommé village de Gushikawa en 1908. Gushikawa est élevé au rang de ville le 1er juillet 1968.
En 2003, la population de la ville est de 62,814 habitants pour une densité de 1 963,55 personnes par km2. La superficie totale est de 31,99 km2.
Le 1er avril 2005, Gushikawa, avec la ville d'Ishikawa et les villes de Katsuren et Yonashiro (toutes deux du district de Nakagami), ont été fusionnées pour créer la ville d'Uruma.